# Arundel F.C.
Câu lạc bộ bóng đá Arundel là một câu lạc bộ bóng đá có trụ sở tại Arundel, West Sussex, Anh. Đội hiện là thành viên của Southern Combination Division One và thi đấu trên sân Mill Road.

## Lịch sử
Câu lạc bộ được thành lập vào năm 1889. Đội là thành viên sáng lập của West Sussex League năm 1896 và được xếp vào Senior Division. Họ vẫn ở trong giải đấu cho đến khi gia nhập Sussex County League năm 1949. Khi giải đấu có thêm một hạng đấu thứ hai vào năm 1952, họ được xếp vào Division One. Mùa giải 1957-58, đội vô địch Division One, và bảo vệ danh hiệu thành công vào mùa giải tiếp theo.
Mùa giải 1965-66 Arundel đứng thứ hai từ dưới lên của Division One và bị xuống hạng ở Division Two. Tuy nhiên, họ đã ngay lập tức trở lại Division One với tư cách á quân Division Two vào mùa giải tiếp theo, và tiếp tục về đích với tư cách á quân Division One trong mùa giải 1968-69. Điều này được lặp lại vào giữa những năm 1970, khi xuống hạng vào mùa giải 1975-76 sau đó là thăng hạng vào mùa giải 1976-77, một mùa giải mà câu lạc bộ cũng giành được Division Two Cup. Một lần xuống hạng khác vào năm 1982-83 dẫn đến việc trở lại Division One ngay lập tức với tư cách là Á quân của Division Two vào mùa giải 1983-84, với câu lạc bộ tiếp tục giành danh hiệu thứ ba vào năm 1986-87, đồng thời đoạt Challenge Cup của giải. Vào mùa giải 1997-98, họ xếp cuối Division One và bị xuống hạng đến Division Two. Hai mùa giải sau đó, đội kết thúc với vị trí á quân ở Division Two ể được thăng hạng trở lại Division One.
Trong mùa giải 2003-04 Arundel đã giành được Challenge Cup, và trong mùa giải 2008-09 kết thúc với vị trí á quân Division One. Năm 2015, giải đấu được đổi tên thành Southern Combination, với Division One trở thành Premier Division. Mùa giải 2018-19 chứng kiến Arundel kết thúc ở vị trí thứ hai từ dưới lên của Premier Division, dẫn đến việc phải xuống Division One.

### Lịch sử giải đấu
| Mùa giải                              | Hạng đấu                              | Thứ hạng         | Sự kiện chính                        |
| ------------------------------------- | ------------------------------------- | ---------------- | ------------------------------------ |
| 1949-50                               | Sussex County League                  | 12/14            |                                      |
| 1950-51                               | Sussex County League                  | 5/14             |                                      |
| 1951-52                               | Sussex County League                  | 11/15            |                                      |
| 1952-53                               | Sussex County League Division One     | 4/14             |                                      |
| 1953-54                               | Sussex County League Division One     | 8/15             |                                      |
| 1954-55                               | Sussex County League Division One     | 15/17            |                                      |
| 1955-56                               | Sussex County League Division One     | 6/17             |                                      |
| 1956-57                               | Sussex County League Division One     | 3/16             |                                      |
| 1957-58                               | Sussex County League Division One     | 1/16             | Vô địch                              |
| 1958-59                               | Sussex County League Division One     | 1/16             | Vô địch                              |
| 1959-60                               | Sussex County League Division One     | 9/16             |                                      |
| 1960-61                               | Sussex County League Division One     | 5/16             |                                      |
| 1961-62                               | Sussex County League Division One     | 9/17             |                                      |
| 1961-62                               | League abandoned                      | League abandoned | League abandoned                     |
| 1963-64                               | Sussex County League Division One     | 15/17            |                                      |
| 1964-65                               | Sussex County League Division One     | 14/17            |                                      |
| 1965-66                               | Sussex County League Division One     | 15/16            | Xuống hạng                           |
| 1966-67                               | Sussex County League Division Two     | 2/17             | Thăng hạng                           |
| 1967-68                               | Sussex County League Division One     | 10/16            |                                      |
| 1968-69                               | Sussex County League Division One     | 2/16             |                                      |
| 1969-70                               | Sussex County League Division One     | 13/16            |                                      |
| 1970-71                               | Sussex County League Division One     | 6/16             |                                      |
| 1971-72                               | Sussex County League Division One     | 5/16             |                                      |
| 1972-73                               | Sussex County League Division One     | 12/15            |                                      |
| 1973-74                               | Sussex County League Division One     | 10/15            |                                      |
| 1974-75                               | Sussex County League Division One     | 8/15             |                                      |
| 1975-76                               | Sussex County League Division One     | 14/15            | Xuống hạng                           |
| 1976-77                               | Sussex County League Division Two     | 2/14             | Thăng hạng, Division Two Cup winners |
| 1977-78                               | Sussex County League Division One     | 9/16             |                                      |
| 1978-79                               | Sussex County League Division One     | 7/16             |                                      |
| 1979-80                               | Sussex County League Division One     | 11/16            |                                      |
| 1980-81                               | Sussex County League Division One     | 8/16             |                                      |
| 1981-82                               | Sussex County League Division One     | 7/16             |                                      |
| 1982-83                               | Sussex County League Division One     | 15/16            | Xuống hạng                           |
| 1983-84                               | Sussex County League Division Two     | 2/16             | Thăng hạng                           |
| 1984-85                               | Sussex County League Division One     | 5/16             |                                      |
| 1985-86                               | Sussex County League Division One     | 9/16             |                                      |
| 1986-87                               | Sussex County League Division One     | 1/16             | Vô địch, Vô địch Challenge Cup       |
| 1987-88                               | Sussex County League Division One     | 12/16            |                                      |
| 1988-89                               | Sussex County League Division One     | 16/18            |                                      |
| 1989-90                               | Sussex County League Division One     | 16/18            |                                      |
| 1990-91                               | Sussex County League Division One     | 8/18             |                                      |
| 1991-92                               | Sussex County League Division One     | 11/18            |                                      |
| 1992-93                               | Sussex County League Division One     | 12/18            |                                      |
| 1993-94                               | Sussex County League Division One     | 10/20            |                                      |
| 1994-95                               | Sussex County League Division One     | 17/20            |                                      |
| 1995-96                               | Sussex County League Division One     | 7/20             |                                      |
| 1996-97                               | Sussex County League Division One     | 12/20            |                                      |
| 1997-98                               | Sussex County League Division One     | 20/20            | Xuống hạng                           |
| 1998-99                               | Sussex County League Division Two     | 8/18             |                                      |
| 1999-00                               | Sussex County League Division Two     | 2/18             | Thăng hạng                           |
| 2000-01                               | Sussex County League Division One     | 13/20            |                                      |
| 2001-02                               | Sussex County League Division One     | 9/20             |                                      |
| 2002-03                               | Sussex County League Division One     | 17/20            |                                      |
| 2003-04                               | Sussex County League Division One     | 6/19             | Vô địch Challenge Cup                |
| 2004-05                               | Sussex County League Division One     | 9/20             |                                      |
| 2005-06                               | Sussex County League Division One     | 7/20             |                                      |
| 2006-07                               | Sussex County League Division One     | 3/20             |                                      |
| 2007-08                               | Sussex County League Division One     | 3/20             |                                      |
| 2008-09                               | Sussex County League Division One     | 2/20             |                                      |
| 2009-10                               | Sussex County League Division One     | 12/20            |                                      |
| 2010-11                               | Sussex County League Division One     | 9/20             |                                      |
| 2011-12                               | Sussex County League Division One     | 17/20            |                                      |
| 2012-13                               | Sussex County League Division One     | 14/22            |                                      |
| 2013-14                               | Sussex County League Division One     | 12/20            |                                      |
| 2014-15                               | Sussex County League Division One     | 10/20            |                                      |
| 2015-16                               | Southern Combination Premier Division | 12/20            |                                      |
| 2016-17                               | Southern Combination Premier Division | 15/20            |                                      |
| 2017-18                               | Southern Combination Premier Division | 17/20            |                                      |
| 2018-19                               | Southern Combination Premier Division | 19/20            | Xuống hạng                           |
| Nguồn: Football Club History Database |                                       |                  |                                      |

## Sân vận động
Câu lạc bộ chơi các trận đấu trên sân nhà tại Mill Road ở Arundel. Sân có sức chứa 2.200 khán giả, trong đó 100 chỗ ngồi và 200 chỗ có mái che.

## Danh hiệu
- Southern Combination
  - Vô địch Division One 1957-58, 1958-59, 1986-87
  - Vô địch Challenge Cup 1986-87, 2003-04
  - Vô địch Division Two Cup 1976-77
- Sussex RUR Cup
  - Vô địch 1968-69, 1972-73, 1978-79, 1979-80

## Kỉ lục
- Kỉ lục số khán giả: 2.200 với Chichester City, Sussex County League, 1967-68[1]
- Thành tích tốt nhất tại Cúp FA: Vòng loại thứ hai, 1958-59, 1959-60, 1960-61, 1971-72 (đá lại vòng Hai), 1972-73, 1986-87[3]
- Thành tích tốt nhất tại FA Vase: Vòng Bốn, 2002-03[3]